# 三河島事件
三河島事件（みかわしまじけん）とは、1923年におきた、東京大相撲の争議事件である。

## 経緯
1月8日、力士会の総会で以下の三か条の要求が動議された。
1. 力士養老金（いわゆる退職金）の倍増
2. 協会の興行収入の1割5分を力士に分配すること
3. 一度でも十両に昇進した力士についてはそれ相応の処遇をすること

これは、当時の年寄名跡には先代年寄の家族を扶養する義務もあったため、平幕止まりの力士の養老金ではとても取得できないことが最大の要因だった。
しかし大日本相撲協会側はこれを却下。協会側に残った横綱の大錦・栃木山、大関の常ノ花・千葉ヶ嵜・源氏山に立行司の木村庄之助・式守伊之助を加えた7名だけで予定通り場所を強行開催しようとした。
これに憤った力士会側の関取・行司合わせて78名は、休場も辞さないとして上野駅前にあった上野館に移り、春場所の開催をボイコットした。横綱・大関と立行司の7名による調停も不調に終わり、結局1月12日、協会側は残留力士だけで春場所を強行開催した。横綱・大関は土俵入りのみ、取組は関取なしで幕下以下だけ、という体制でひとまず強行されたがすぐに行き詰まった。
力士会側は更に態度を硬化させ、上野館から三河島の日本電解工業の工場内に移り、土俵を築いて立て籠もった。
結局、警視総監赤池濃が調停に乗り出し、春場所を開催すること、養老金を5割増やすこと、その準備金捻出の為に興行日数を1日延長することで和解が成立し、1月18日深夜に警視庁で手打ち式が行われた。しかし、その後の宴の席上で、横綱大錦は責任を取って自分の身を処するとして髷を切り廃業を表明した。春場所は帰参した力士の稽古のために1週間の稽古日を取り、1月25日を「返り初日」として改めて開催された。
この場所の初日の土俵入りでは騒動の影響で横綱土俵入りの従者にもう片方の横綱と大関・常ノ花が宛がわれる前代未聞の事態となっていた。1923年1月12日付の報知新聞は、初日前日に年寄の浅香山と千賀ノ浦の二人が幕下力士に「明日の相撲は本場所であるか花相撲であるか」と質問されたのに対して「花相撲ではない。立派な本場所で諸君たちは大事な中堅力士である」と答えた、というやり取りを報じている。

## 参考資料
- 『相撲部屋物語』（能見正比古著、講談社刊行）
- 『房総大相撲人國記』（谷口公逸著、彩流社刊行）
- 『大相撲ジャーナル』2015年6月号98頁から99頁（NHK G-Media）